# Rauf Dhomi
Rauf Dhomi (geboren op 4 december 1945 in Gjakovë, Joegoslavië – heden Kosovo) is een Kosovaarse componist van klassieke muziek en leraar op de Universiteit van Pristina. Dhomi is de bedenker van vele opera's, symphonische muziek, muziek voor films en theatermuziek.
Voordat hij naar de universiteit ging, was hij een leerling in Prizren. Daar studeerde hij componeren in Sarajevo.